# Pijale-paša Hrvat
Pijale-paša Hrvat ili Pijali-paša Hrvat je bio admiral mornarice Osmanskog Carstva. Iz hrvatske je obitelji. Možda bio podrijetlom s Pelješca.
Naslijedio je 1553. godine Sinan-pašu Hrvata, brata Rustem-paše Hrvata. Dužnost je obnašao do smrti 1578. godine. Bio je jedan od najsposobnijih otomanskih admirala. Oženio je Sulejmanovu unuku Gevher Han, kćer budućega sultana Selima II.